# دوغلاس أور
دوغلاس أور (بالإنجليزية: Douglas Orr)‏ هو مهندس معماري أمريكي، ولد في 25 مارس 1892 في ميريديان في الولايات المتحدة، وتوفي في 29 يوليو 1966 في Stony Creek (Branford) ‏ في الولايات المتحدة.